# Giscard Samba
Pour les articles homonymes, voir Samba.
Giscard Samba-Koundy, né le 5 mars 1977 à Brazzaville en République du Congo, est un entraîneur français d'athlétisme.
Il entraîne notamment Aurel Manga et Dimitri Bascou, le champion d'Europe de 110 mètres haies et troisième des jeux olympiques de Rio. Il a également été l'entraîneur de Cindy Billaud et Pascal Martinot-Lagarde lorsqu'ils ont battu les records de France des 100 et 110 m haies ainsi que Lawrence Clarke.

## Biographie
Ayant pratiqué aussi bien l'athlétisme que le football ou des sports d'opposition, Giscard Samba commence à entraîner dès l'âge de 16 ans. Alors qu'il n'a que quatorze ans, il commence à entraîner Cindy Billaud, qui deviendra codétentrice du record de France du 100 m haies, dans le club de Torcy. Après un passage à Bussy-Saint-Georges, il entraîne alors un groupe de hurdleurs comprenant aussi Dimitri Bascou ainsi que Pascal (depuis 2014) et Thomas Martinot-Lagarde (depuis 2008) à Créteil. 
Lors du meeting Herculis de Monaco en 2014, Pascal Martinot-Lagarde bat le record de France de Ladji Doucouré en 12 s 95, améliorant la marque précédente de deux centièmes. Aux Championnats d'Europe de Zurich la même année, Cindy Billaud remporte une médaille d'argent, tandis que Pascal Martinot-Lagarde profite du déclassement de Dimitri Bascou pour obtenir une médaille de bronze. Après ces performances, les deux athlètes médaillés ainsi que Thomas Martinot-Lagarde décident de changer d'entraîneur.

### Accusations de viol et de comportements déplacés
Pour un article plus général, voir Violences sexuelles et sexistes dans le sport français.
Le 1er avril 2018, une affaire de viol dont il serait l'auteur est révélée. L'ancienne athlète, ayant gardé l'anonymat mais à ce jour âgée de 21 ans, dénonce l'acte qui se serait déroulé en janvier 2017. Selon des témoignages, Giscard Samba était vraisemblablement connu dans l'entourage sportif de ses comportements suspicieux, ce qui a débouché sur le départ de nombreuses athlètes féminines. Aurel Manga et Dimitri Bascou, athlètes de Samba, affichent leurs soutiens à leur entraîneur. Pascal Martinot-Lagarde et Cindy Billaud, eux, témoignent des pratiques inacceptables de leur ancien entraîneur, évoquant des humiliations, des allusions sexuelles récurrentes, et le côté prédateur de Samba,. Il est visé par une enquête pour viol.
L’enquête est classée sans suite en février 2019.